# Uloborus aureus
Espèce
Uloborus aureus est une espèce d'araignées aranéomorphes de la famille des Uloboridae.

## Distribution
Cette espèce est endémique de Madagascar.

## Publication originale
- Vinson, 1863 : Aranéides des îles de la Réunion, Maurice et Madagascar. Paris, p. 1-337 (texte intégral).